# 巴提耶
35°54′58″N 1°50′21″E / 35.91611°N 1.83917°E

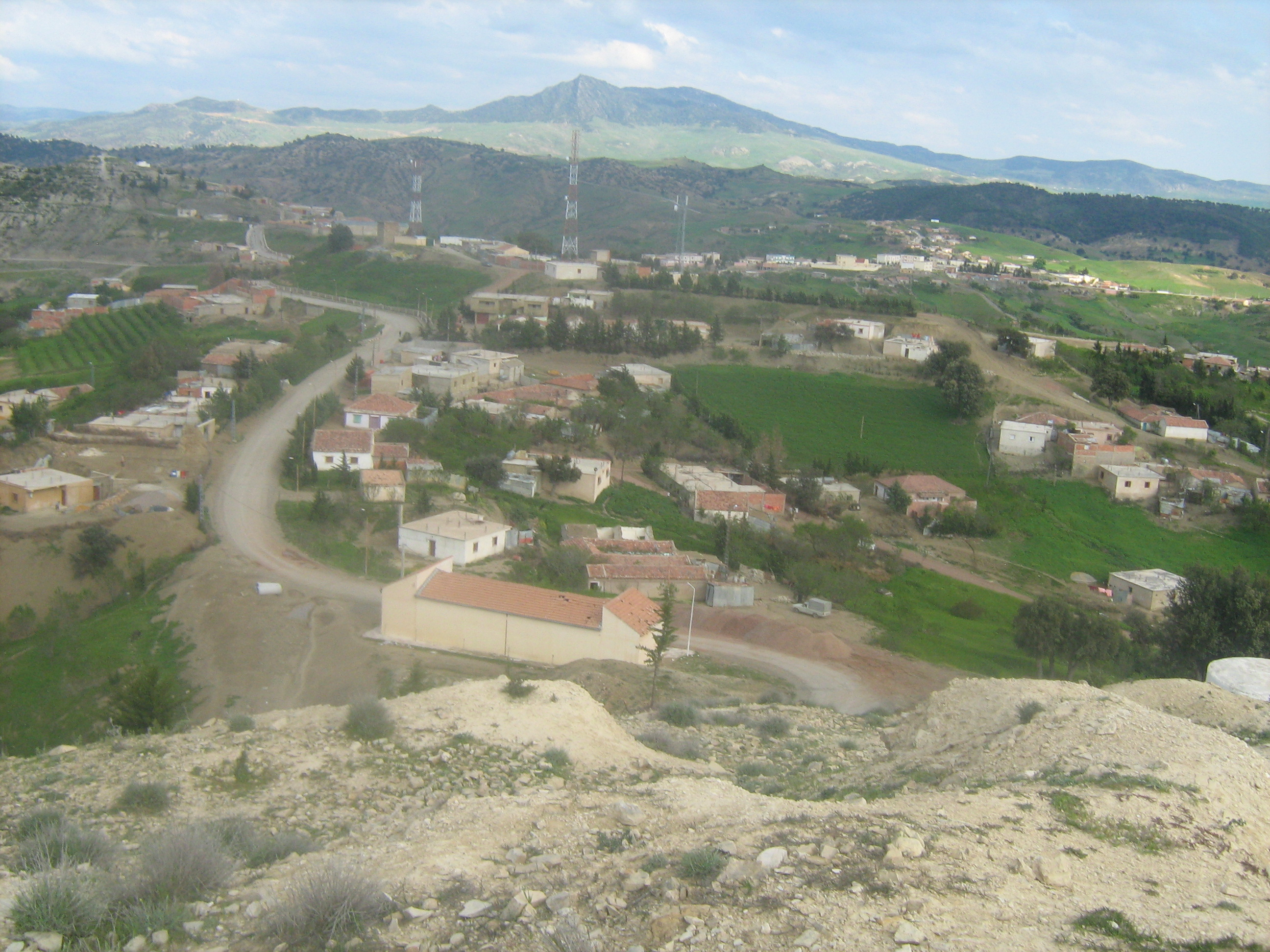
巴提耶

巴提耶（阿拉伯语：‎），是阿爾及利亞的城鎮，位於該國北部艾因迪夫拉省，是巴提耶區的首府，面積107平方公里，2008年人口6,238，人口密度每平方公里58人。